# Primera B Nacional
La Primera B Nacional o Nacional B è la seconda divisione del calcio argentino. È organizzata dalla AFA, la federazione calcistica argentina, e vede la partecipazione (allo stesso modo della Primera División) sia di squadre direttamente affiliate alla federazione, sia di quelle indirettamente affiliate (attraverso le proprie ligas regionales di appartenenza). Assieme alla Primera División, alla Primera B e al Torneo Federal A, la Primera B Nacional è una delle quattro divisioni calcistiche argentine riservate alle squadre professionistiche.
Dalla disputa della prima edizione, nella stagione 1986-1987, le squadre più titolate sono attualmente il Banfield e l'Olimpo, entrambe con 3 titoli a testa. Nella classifica a punti storica (che tiene conto dei punti totalizzati dalle 112 squadre che hanno partecipato a qualsiasi edizione), è l'Instituto ad aver totalizzato il massimo numero di punti dalla creazione della categoria. Ad ottenere il primo titolo all'esordio della categoria è stato il Deportivo Armenio.

## Storia

### La fondazione
La Primera B Nacional (con il nome ufficiale di Campeonato Nacional B) nasce a metà degli anni '80 raccogliendo l'eredità del precedente Torneo Nacional nell'ambito di un generale processo di ristrutturazione di tutti i campionati ufficiali argentini. L'obiettivo è quello di inserire anche le squadre del cosiddetto interior argentino (ovvero quelle con sede fuori dalle grandi città) nel sistema di retrocessioni e promozioni delle squadre direttamente affiliate alla AFA. Oltre alla composizione delle squadre cambia anche la cadenza temporale di ogni stagione (facendola speculare a quella di matrice europea), ovvero dal secondo semestre al primo semestre dell'anno successivo. Questa cadenza viene mantenuta ininterrottamente fino alla stagione 2013-2014, allo stesso modo delle altre categorie.
La nuova categoria viene quindi inserita tra il massimo livello, la Primera División e la preesistente Primera B (conosciuta popolarmente come Primera B Metropolitana), che in tal modo diventa un campionato di terza categoria nel sistema calcistico argentino riservato alle squadre direttamente affiliate alla AFA; per quelle provenienti dalle diverse province argentine e indirettamente affiliate, la AFA crea parallelamente un altro torneo a parte, il Torneo del Interior, costituente il terzo livello per queste ultime squadre.
Questa ristrutturazione ha naturalmente conseguenze anche sulla Primera División, che vede la scomparsa definitiva della sua divisione interna nel Torneo Metropolitano e del già citato Torneo Nacional: le squadre indirettamente affiliate, infatti, non avevano diritto di accedere al Torneo Metropolitano (considerato il vero e proprio campionato di massimo livello argentino), ma con la nuova ristrutturazione ciò diventa possibile, rendendo inutile il Torneo Nacional (che viene abolito).
Alla prima edizione del campionato partecipano le 2 squadre retrocesse dalla Primera División, 13 squadre promosse dal Torneo del Interior e le 7 migliori squadre classificate nel campionato di Primera B, per un totale di 22 squadre.

### Itorneos largos
Nella prima edizione del campionato (1986-1987), contro il favore di ogni pronostico vince a sorpresa una piccola squadra di Ingeniero Maschwitz (addirittura non proprietaria di un proprio impianto di gioco), il Deportivo Armenio, che fino al 1985 militava in Primera C e che si trova subito ad accedere in Primera División. La seconda squadra promossa nella massima serie è il Banfield, che dopo quasi un decennio nelle categorie inferiori riesce a tornare in Primera División. Il miglior cannoniere del campionato è Toti Iglesias dell'Huracán, con ben 36 reti.
La stagione 1987-1988 vede la vittoria del Deportivo Mandiyú, squadra proveniente dalla provincia di Corrientes e che aveva ottenuto come suo massimo risultato la partecipazione al Torneo Nacional del 1974. Dopo una prima stagione di adattamento alla categoria, la squadra del tecnico Juan Manuel Guerra riesce a raggiungere l'élite del calcio argentino accompagnato dal San Martín de Tucumán,  squadra che aveva disputato soltanto parte del Nacional B, dato che proveniva dalla sua lega regionale. El Ciruja, infatti, ottiene il diritto di partecipare al Torneo reducido di 12 squadre insieme alla squadra vincitrice della Primera B, riuscendo a battere quest'ultima in finale. Il goleador del campionato è José Daniel Leani del Quilmes, con 24 reti.
Nella stagione 1988-1989 la squadra campione è il Chaco For Ever, grazie alla sua vittoria all'ultima giornata contro il Lanús. Nel Torneo reducido a 12 squadre emerge vincitore l'Unión, battendo in finale nientemeno che il suo acerrimo rivale, il Colón: nel clásico santafesino, el Tatengue batte i rossoneri in entrambe le gare di finale. I due massimi marcatori del campionato sono Daniel Toribio Aquino (del Banfield) e Sergio Recchiutti (dell'Almirante Brown), entrambi con 24 reti.
È l'Huracán a vincere il campionato 1989-1990 e ad ottenere la promozione in Primera División, dopo 4 anni di permanenza nella serie cadetta. D'altro canto, dopo la delusione dell'anno precedente, è il Lanús ad ottenere la seconda promozione, grazie alla sua vittoria ai calci di rigore contro il Quilmes: era dal 1977 che il Lanús non ritornava nel massimo livello calcistico argentino (con tre stagioni passate addirittura in Primera C). I massimi goleador del campionato sono Juan Carlos Almada (del Defensa y Justicia) e Abel Blasón (del Quilmes), entrambi con 20 gol a testa.
La stagione 1990-1991 vede festeggiare ancora una volta una squadra delusa dell'anno precedente, il Quilmes: el Cervecero ritorna in Primera dopo 9 anni di assenza vincendo il campionato. La seconda squadra promossa è il Belgrano, che vince il Torneo reducido. 

## Formula
Dal 2007 viene abbandonata la formula dei tornei di Apertura e Clausura a favore di un torneo unico con girone all'italiana, in cui le 20 squadre partecipanti si sfidano due volte a vicenda con partite di andata e ritorno.

### Promozioni
Le prime classificate dei 2 gironi si sfidano in uno spareggio in cui la vincente otterrà la promozione in Primera División.
La perdente della finale e le squadre classificate dal secondo all'ottavo posto dei rispettivi gironi nella stagione regolare, parteciperanno ad un Torneo Reducido che decreterà la seconda squadra promossa in prima divisione.

### Retrocessioni
Le ultime classificate nei 2 gironi retrocedono direttamente in Primera B Metropolitana o nel Torneo Argentino A a seconda della provenienza geografica.
Le 2 penultime si affrontano in uno spareggio su campo neutro per decretare la terza squadra retrocessa.

## Le squadre
Sono 106 le squadre ad aver preso parte alle 41 edizioni della Primera B Nacional che sono stati disputati a partire dal 1986-1987 fino alla stagione 2025 (della quale si riportano in grassetto le squadre partecipanti):
- 31 volte:  Instituto (C)
- 29 volte:  Atlético Rafaela
- 28 volte:  Quilmes
- 26 volte:  Chacarita Juniors,  Gimnasia (J),  Nueva Chicago
- 25 volte:  Ferro Carril Oeste
- 24 volte:  Defensa y Justicia,  San Martín (SJ),  San Martín (T)
- 22 volte:  All Boys,  Almagro,  Atl. Tucumán
- 21 volte:  Almirante Brown,  Independiente Rivadavia
- 20 volte:  Los Andes
- 19 volte:  Belgrano,  Deportivo Morón,  Douglas Haig
- 17 volte:  Aldosivi
- 15 volte:  Tigre,  Unión (SF)
- 14 volte:  Villa Dálmine
- 13 volte:  Arsenal Sarandí,  Atlanta,  Godoy Cruz,  Huracán,  Temperley
- 12 volte:  Banfield,  Chaco For Ever,  Colón (SF),  Def. de Belgrano,  Guillermo Brown,  Olimpo
- 11 volte:  Brown (A),  Central Córdoba (R),  Dep. Maipú,  Estudiantes (BA),  Sp. Italiano,  Talleres (C)
- 10 volte:  Boca Unidos,  Central Córdoba (SdE),  Cipolletti,  Platense,  Racing (C),  Santamarina,  Sarmiento (J)
- 9 volte:  Agropecuario,  CAI,  Gimnasia (M),  Juv. Antoniana,  Mitre (SdE),  Patronato,  San Martín (M),  Talleres (RdE)
- 8 volte:  El Porvenir,  Gimnasia (S)
- 7 volte:  Alvarado,  Estudiantes (RC),  Gimnasia (CdU),  Tiro Federal
- 6 volte:  Almirante Brown (A),  Dep. Riestra,  San Miguel
- 5 volte:  Argentinos Juniors,  Crucero (M),  Huracán (TA),  Dep. Laferrere,  Güemes (SdE),  Lanús,  San Telmo,  Tristán Suárez
- 4 volte:  Dep. Madryn,  Dep. Merlo,  Guaraní A.F.,  Juventud Unida,  Estudiantes (SL),  Flandria,  Villa Mitre
- 3 volte:  Atlético Paraná,  Barracas Central,  Ben Hur,  Def. Unidos,  Dep. Español,  Huracán Corrientes,  Rosario Central,  Sp. Belgrano (SF)
- 2 volte:  Central Norte (S),  Dep. Armenio,  Dep. Mandiyú,  Ferro (GP),  Gimnasia (LP),  Ituzaingó
- 1 volta:  A. Concepción,  Atlético Argentino,  Colegiales,  Desamparados,  Estación Quequén,  Estudiantes (LP),  General Paz Juniors,  Independiente,  Juv. Unida (SL),  River Plate,  Sacachispas,  Unión Mar del Plata,  Unión (VK),  Villa San Carlos

Nella Primera B Nacional 2025 partecipano le 36 squadre seguenti.
| Club               | Città                 | Stadio                                                    |
| ------------------ | --------------------- | --------------------------------------------------------- |
| Agropecuario       | Carlos Casares        | Stadio Ofelia Rosenzuaig                                  |
| All Boys           | Buenos Aires          | Stadio Islas Malvinas                                     |
| Almagro            | José Ingenieros       | Stadio Tres de Febrero                                    |
| Almirante Brown    | San Justo             | Stadio Fragata Presidente Sarmiento                       |
| Alvarado           | Mar del Plata         | Stadio José María Minella                                 |
| Arsenal Sarandí    | Sarandí               | Stadio Julio Humberto Grondona                            |
| Atlanta            | Buenos Aires          | Estadio Don León Kolbovsky                                |
| Central Norte (S)  | Salta                 | Stadio Doctor Luis Güemes/Stadio Padre Ernesto Martearena |
| Chacarita Juniors  | Buenos Aires          | Stadio Chacarita Juniors                                  |
| Chaco For Ever     | Resistencia           | Stadio Juan Alberto García                                |
| Colegiales         | Munro                 | Stadio Libertarios Unidos                                 |
| Colón (SF)         | Santa Fe              | Stadio Brigadier General Estanislao López                 |
| Def. de Belgrano   | Buenos Aires          | Stadio Juan Pasquale                                      |
| Def. Unidos        | Zárate                | Stadio Mario Losinno                                      |
| Dep. Madryn        | Puerto Madryn         | Stadio Abel Sastre                                        |
| Dep. Maipú         | Maipú                 | Stadio Omar Higinio Sperdutti                             |
| Deportivo Morón    | Morón                 | Stadio Nuevo Francisco Urbano                             |
| Estudiantes (BA)   | Caseros               | Stadio Ciudad de Caseros                                  |
| Estudiantes (RC)   | Río Cuarto            | Stadio Ciudad de Río Cuarto Antonio Candini               |
| Ferro Carril Oeste | Buenos Aires          | Stadio Arquitecto Ricardo Etcheverri                      |
| Gimnasia (J)       | San Salvador de Jujuy | Stadio 23 agosto                                          |
| Gimnasia (M)       | Mendoza               | Stadio Víctor Antonio Legrotaglie                         |
| Gimnasia (S)       | Salta                 | Stadio El Gigante del Norte                               |
| Güemes (SdE)       | Santiago del Estero   | Stadio Arturo Miranda                                     |
| Los Andes          | Lomas de Zamora       | Stadio Eduardo Gallardón                                  |
| Mitre (SdE)        | Santiago del Estero   | Stadio Doctores José y Antonio Castiglione                |
| Nueva Chicago      | Buenos Aires          | Stadio Nueva Chicago                                      |
| Patronato          | Paraná                | Stadio Presbítero Bartolomé Grella                        |
| Quilmes            | Quilmes               | Stadio Centenario Ciudad de Quilmes                       |
| Racing (C)         | Córdoba               | Stadio Miguel Sancho                                      |
| San Martín (T)     | San Miguel de Tucumán | Stadio La Ciudadela                                       |
| San Miguel         | Los Polvorines        | Stadio Malvinas Argentinas                                |
| San Telmo          | Buenos Aires          | Stadio Dr. Osvaldo Baletto                                |
| Talleres (RdE)     | Remedios de Escalada  | Stadio Pablo Comelli                                      |
| Temperley          | Temperley             | Stadio Alfredo Beranger                                   |
| Tristán Suárez     | Tristán Suárez        | Stadio 20 de Octubre                                      |

## Albo d'oro

### Primera B
| Stagione | Campione          | Secondo posto       |
| -------- | ----------------- | ------------------- |
| 1899     | Banfield          | English H.S.        |
| 1900     | Banfield          | English H.S. II     |
| 1901     | Barracas AC       | Belgrano AC II      |
| 1902     | Belgrano AC II    | Estudiantes (BA)    |
| 1903     | Barracas AC II    | Estudiantes (BA)    |
| 1904     | Barracas AC II    | Alumni II           |
| 1905     | América           | Belgrano AC         |
| 1906     | Estudiantes (BA)  | Estudiantil Porteño |
| 1907     | Nacional Floresta | River Plate         |
| 1908     | River Plate       | Racing Club         |
| 1909     | Gimnasia (BA)     | San Isidro          |
| 1910     | Racing Club       | Boca Juniors        |

### División Intermedia
| Stagione | Campione                  | Secondo posto             |
| -------- | ------------------------- | ------------------------- |
| 1911     | Estudiantes (LP)          | Independiente             |
| 1912     | Ferro Carril Oeste        | Platense                  |
| 1912 FAF | Tigre                     | Hispano Argentino         |
| 1913     | Huracán                   | Gimnasia y Esgrima Flores |
| 1913 FAF | Floresta                  | General Belgrano          |
| 1914     | Honor y Patria (Floresta) | -                         |
| 1914 FAF | Def. de Belgrano          | Burzaco                   |
| 1915     | Gimnasia (LP)             | Honor y Patria (Floresta) |
| 1916     | Sp. Barracas              | Buenos Aires Isla Maciel  |
| 1917     | Def. de Belgrano          | Vélez Sarsfield           |
| 1918     | Eureka                    | Almagro                   |
| 1919     | Banfield                  | Del Plata                 |
| 1919 AAm | Barracas Central          | Quilmes                   |
| 1920     | El Porvenir               | Argentinos Juniors        |
| 1920 AAm | General Mitre             | Liberal Argentino         |
| 1921     | Dock Sud                  | Liniers                   |
| 1921 AAm | C.A. Palermo              | Villa Ballester           |
| 1922     | Boca Juniors II           | All Boys                  |
| 1922 AAm | Argentino del Sud         | Villa Ballester           |
| 1923     | Boca Juniors II           | Sportsman                 |
| 1923 AAm | Liberal Argentino         | Talleres (RdE)            |
| 1924     | Chacarita Juniors         | Bristol                   |
| 1924 AAm | Excursionistas            | Talleres (RdE)            |
| 1925     | Sp. Balcarce              | -                         |
| 1925 AAm | Talleres (RdE)            | San Telmo                 |
| 1926     | Nacional Adrogué          | -                         |
| 1926 AAm | Honor y Patria            | San Telmo                 |

### Primera B
| Stagione | Campione                                          | Secondo posto                                     |
| -------- | ------------------------------------------------- | ------------------------------------------------- |
| 1927     | El Porvenir                                       | Argentino (B)                                     |
| 1928     | Colegiales                                        | Temperley                                         |
| 1929     | Honor y Patria                                    | Porteño                                           |
| 1930     | Nueva Chicago                                     | All Boys                                          |
| 1931     | Liberal Argentino                                 | All Boys                                          |
| 1932     | Dock Sud                                          | Sp. Balcarce                                      |
| 1933     | Ramsar                                            | 25 de Mayo                                        |
| 1934     | Bella Vista (T)                                   | Los Andes                                         |
| 1934 LAF | River Plate II                                    | San Lorenzo II                                    |
| 1935     | Estudiantes (LP) II                               | Independiente II                                  |
| 1936     | Boca Juniors II                                   | San Lorenzo II                                    |
| 1937     | Almagro                                           | Excursionistas                                    |
| 1938     | Argentino (Q)                                     | Quilmes                                           |
| 1939     | Banfield                                          | All Boys                                          |
| 1940     | Argentinos Juniors                                | Acassuso                                          |
| 1941     | Chacarita Juniors                                 | Colegiales                                        |
| 1942     | Rosario Central                                   | Excursionistas                                    |
| 1943     | Vélez Sarsfield                                   | Unión (SF)                                        |
| 1944     | Gimnasia (LP)                                     | Tigre                                             |
| 1945     | Tigre                                             | Argentino (R)                                     |
| 1946     | Banfield                                          | Gimnasia (LP)                                     |
| 1947     | Gimnasia (LP)                                     | Quilmes                                           |
| 1948     | Cancellato a causa di uno sciopero dei calciatori | Cancellato a causa di uno sciopero dei calciatori |
| 1949     | Quilmes                                           | Colón (SF)                                        |
| 1950     | Lanús                                             | Colón (SF)                                        |
| 1951     | Rosario Central                                   | Colón (SF)                                        |
| 1952     | Gimnasia (LP)                                     | Tigre                                             |
| 1953     | Tigre                                             | Atlanta                                           |
| 1954     | Estudiantes (LP)                                  | Argentinos Juniors                                |
| 1955     | Argentinos Juniors                                | Unión (SF)                                        |
| 1956     | Atlanta                                           | Central Córdoba (R)                               |
| 1957     | Central Córdoba (R)                               | Platense                                          |
| 1958     | Ferro Carril Oeste                                | Nueva Chicago                                     |
| 1959     | Chacarita Juniors                                 | Quilmes                                           |
| 1960     | Los Andes                                         | Tigre                                             |
| 1961     | Quilmes                                           | Banfield                                          |
| 1962     | Banfield                                          | Platense                                          |
| 1963     | Ferro Carril Oeste                                | Sarmiento (J)                                     |
| 1964     | Lanús                                             | Platense                                          |
| 1965     | Colón (SF)                                        | Quilmes                                           |
| 1966     | Unión (SF)                                        | Argentino (Q)                                     |
| 1967     | Def. de Belgrano                                  | Tigre                                             |
| 1968     | Almagro                                           | Nueva Chicago                                     |
| 1969     | Ferro Carril Oeste                                | San Telmo                                         |
| 1970     | Ferro Carril Oeste                                | Almirante Brown                                   |
| 1971     | Lanús                                             | Arsenal Sarandí                                   |
| 1972     | All Boys                                          | Almirante Brown                                   |
| 1973     | Banfield                                          | Temperley                                         |
| 1974     | Temperley                                         | Unión (SF)                                        |
| 1975     | Quilmes                                           | San Telmo                                         |
| 1976 I   | Platense                                          | Lanús                                             |
| 1976 II  | Lanús                                             | Almirante Brown                                   |
| 1977     | Estudiantes (BA)                                  | Los Andes                                         |
| 1978     | Ferro Carril Oeste                                | Almirante Brown                                   |
| 1979     | Tigre                                             | Sp. Italiano                                      |
| 1980     | Sarmiento (J)                                     | Atlanta                                           |
| 1981     | Nueva Chicago                                     | Quilmes                                           |
| 1982     | San Lorenzo                                       | Atlanta                                           |
| 1983     | Atlanta                                           | Chacarita Juniors                                 |
| 1984     | Dep. Español                                      | Def. de Belgrano                                  |
| 1985     | Rosario Central                                   | San Miguel                                        |

### Primera B Nacional
| Stagione | Edizione | Campione                                            | Secondo posto             |
| -------- | -------- | --------------------------------------------------- | ------------------------- |
| 1986/87  | 1°       | Dep. Armenio                                        | Banfield                  |
| 1987/88  | 2°       | Dep. Mandiyú                                        | Quilmes                   |
| 1988/89  | 3°       | Chaco For Ever                                      | Lanús                     |
| 1989/90  | 4°       | Huracán                                             | Quilmes                   |
| 1990/91  | 5°       | Quilmes                                             | Atl. Tucumán              |
| 1991/92  | 6°       | Lanús                                               | Almirante Brown           |
| 1992/93  | 7°       | Banfield                                            | Colón (SF)                |
| 1993/94  | 8°       | Gimnasia (J)                                        | Quilmes                   |
| 1994/95  | 9°       | Estudiantes (LP)                                    | Atlético Rafaela          |
| 1995/96  | 10°      | Huracán Corrientes                                  | Talleres (C)              |
| 1996/97  | 11°      | Argentinos Juniors                                  | Talleres (C)              |
| 1997/98  | 12°      | Talleres (C)                                        | Belgrano                  |
| 1998/99  | 13°      | Instituto (C)                                       | Chacarita Juniors         |
| 1999/00  | 14°      | Huracán                                             | Quilmes                   |
| 2000/01  | 15°      | Banfield                                            | Quilmes                   |
| 2001/02  | 16°      | Olimpo                                              | Quilmes                   |
| 2002/03  | 17°      | Atlético Rafaela                                    | Argentinos Juniors        |
| 2003/04  | 18°      | Instituto (C)                                       | Almagro                   |
| 2004/05  | 19°      | Tiro Federal                                        | Gimnasia (J)              |
| 2005/06  | 20°      | Godoy Cruz                                          | Nueva Chicago             |
| 2006/07  | 21°      | Olimpo                                              | San Martín (SJ)           |
| 2007/08  | 22°      | San Martín (T)                                      | Godoy Cruz                |
| 2008/09  | 23°      | Atl. Tucumán                                        | Chacarita Juniors         |
| 2009/10  | 24°      | Olimpo                                              | Quilmes                   |
| 2010/11  | 25°      | Atlético Rafaela                                    | Unión (SF)                |
| 2011/12  | 26°      | River Plate                                         | Quilmes                   |
| 2012/13  | 27°      | Rosario Central                                     | Gimnasia (LP)             |
| 2013/14  | 28°      | Banfield                                            | Defensa y Justicia        |
| 2014     | 29°      | Colón (SF) e Unión (SF) (nessun campione ufficiale) | -                         |
| 2015     | 30°      | Atl. Tucumán                                        | Patronato                 |
| 2016     | 31°      | Talleres (C)                                        | Chacarita Juniors         |
| 2016/17  | 32°      | Argentinos Juniors                                  | Chacarita Juniors         |
| 2017/18  | 33°      | Aldosivi                                            | Almagro                   |
| 2018/19  | 34°      | Arsenal Sarandí                                     | Sarmiento (J)             |
| 2019/20  | 35°      | Annullata per il COVID-19                           | Annullata per il COVID-19 |
| 2020     | 36°      | Sarmiento (J)                                       | -                         |
| 2021     | 37°      | Tigre                                               | Barracas Central          |
| 2022     | 38°      | Belgrano                                            | Instituto (C)             |
| 2023     | 39°      | Independiente Rivadavia                             | Almirante Brown           |
| 2024     | 40°      | Aldosivi                                            | San Martín (T)            |